# 新潟ビジネス専門学校
新潟ビジネス専門学校（にいがたびじねすせんもんがっこう、英略：NBC）とは、新潟県新潟市中央区にある私立専門学校である。

## 概要
本校は1979年にNSG系の専門学校の中では2番目に開校した。
2018年4月現在は9学科17コースの課程を有し、2年制の学科においては文部科学省の定めた「職業実践専門課程」に認定されている。
かつては産業能率大学（東京・世田谷区）との教育連携により、学位や高度専門士といった専門性の高い称号が取得可能な大学併修学科・経営情報コース（4年制）が存在したが、現在は廃止されている。
国内でマイクロソフトが主催する国際資格の「MOS」を運営するオデッセイコミュニケーションズより、「パートナープログラム第1位」に※認定されている。（※各都道府県のうち、所在地である新潟県のMOS試験会場実績の上位3校に授与）
学科は大きく分けて5つに分かれており、医療・薬学・商業・デザイン・イベント運営の分野をカバーしている。

### 学校の分離
本校からは以下の専門学校が本校の学科から分離し、いずれも独立している。
- NCC 新潟コンピュータ専門学校（1985年）
- AIR 国際・外語・観光・エアライン専門学校（1992年）
- NABI 新潟会計ビジネス専門学校（1997年）
- NCOOL 新潟公務員法律専門学校（1999年）

### 校訓
誠実・明朗・進取

### 校舎
校舎内にはバリアフリー対策の一環でエレベーターが設置されており、各教室には部屋番号が割り振られている。
歯科医の医療現場を模したフロアや病院の窓口を模したフロア、薬局や衣料品店を模したフロアも設置されている。（校舎内の各フロアはホームページおよびYouTube上ですべて公開されている）
なお、2019年度より同じNSG系列で姉妹校の新潟会計ビジネス専門学校（NABI）が駅南より移転に伴い、本校と同じ校舎を共用（統合）することが発表されている。

### 特色
本校では現場実習（インターンシップ）制度が1年制を除く全学科に導入されており、学科（業種）に応じた様々な企業などで実際に働きながら学ぶことが大きな特色となっている。
また、事業創造学科とビジネスライセンス学科においてはNSG系列の「事業創造大学院大学」との学校間技能連携により発展的な授業が展開されている。
検定試験は学科に応じて分かれているが、そのうちのMOS世界学生大会（国際大会）では初出場以来5年連続で入賞・国内大会では優勝する生徒も例年見受けられるほか、商品装飾展示技能士資格検定の新潟県技能大会では7年連続で優勝経験がある。
2019年度からはイベントビジネス学科内の専攻コースに「eスポーツプランナーコース」（バーチャルゲーム会場運営）が新設されており、県内初の設置となっている。

### 生徒データ
生徒は2017年3月時点で130名が在学している。

## 沿革
- 1978年12月22日 - 設置認可[5]。設置者は宗教法人愛宕神社。
- 1979年4月 - 新潟市（現：中央区）古町にて開学・開校[1][3][7]。
- 1981年3月 - 現在地に5階建ての校舎が完成する[7]。（現行）
- 1982年7月 - 現在の校舎の6階～8階が完成する[7]。
- 1985年4月 - 新潟コンピュータ専門学校（NCC）を分離・独立[7]。
- 1992年4月 - アップル外語観光カレッジ（国際エア・リゾート専門学校→現：国際外語・観光・エアライン専門学校）を分離・独立[7]。
- 1994年2月 - 校舎を増築（エントランス・1階～8階）[7]。
- 1995年3月 - 設置者を学校法人新潟総合学院に変更。
- 1997年4月 - 新潟会計ビジネス専門学校（NABI）を分離・独立[7]。
- 1999年4月 - 新潟公務員法律専門学校（NCOOL）を分離・独立[7]。
- 2010年3月 - 病院実習室・販売実習室を新設[7]。
- 2012年2月 - 校舎の大規模設備改修を実施[7]。歯科実習室を新設[7]。環境配慮に適応したエコスクール構築の一環で、一部フロアを除きLED照明を校舎内に設置[3]。
- 2015年2月17日 - 文部科学省より2年制学科が「職業実践専門課程」の認定を受ける[5]。
- 2019年4月 - 本校より分離開校した新潟会計ビジネス専門学校（NABI）が、校舎内に移転・校舎統合[10][11]。設置者を学校法人国際総合学園に変更。

## ギャラリー

### 校舎内

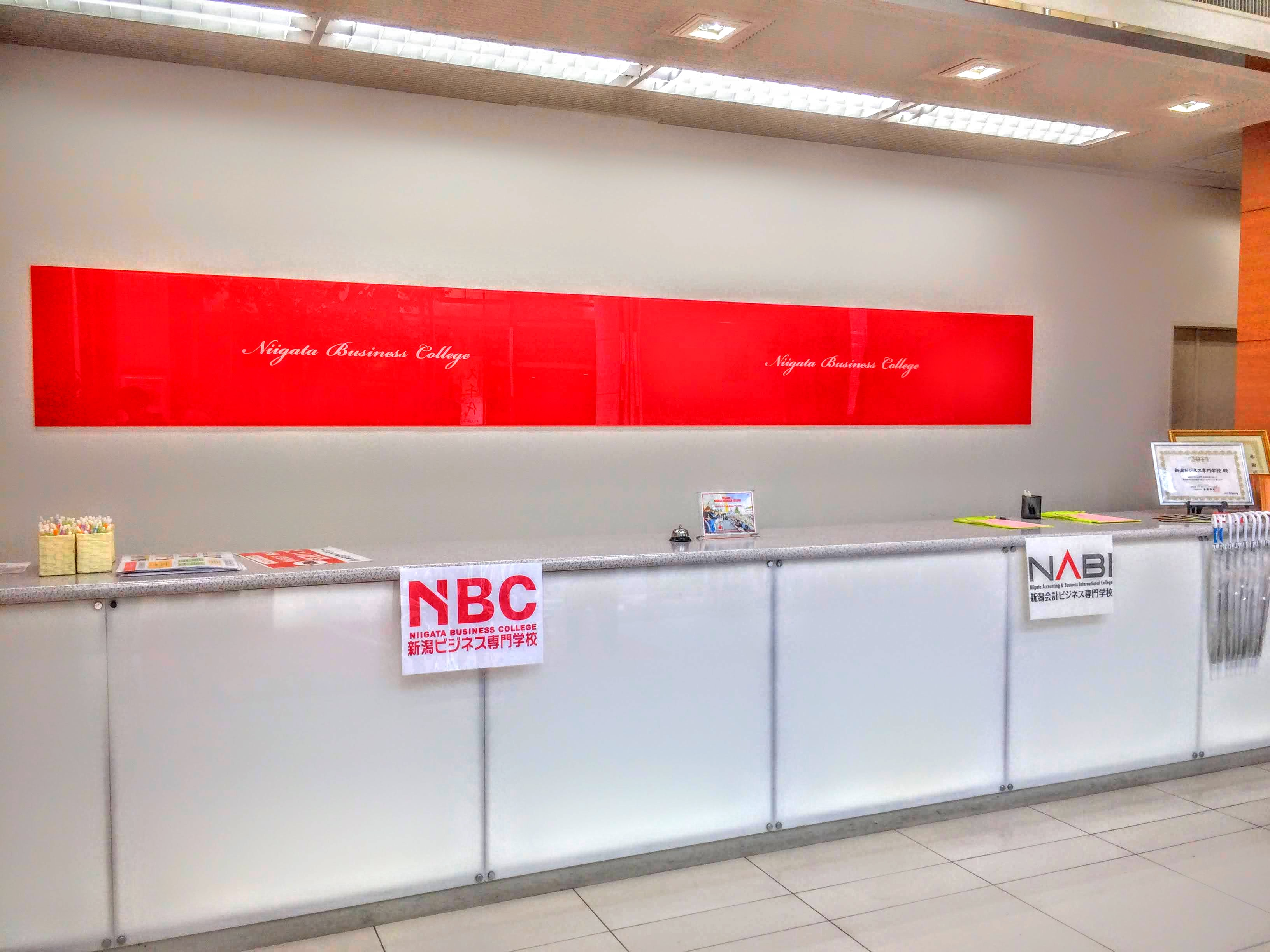
NABIと共用のフロント
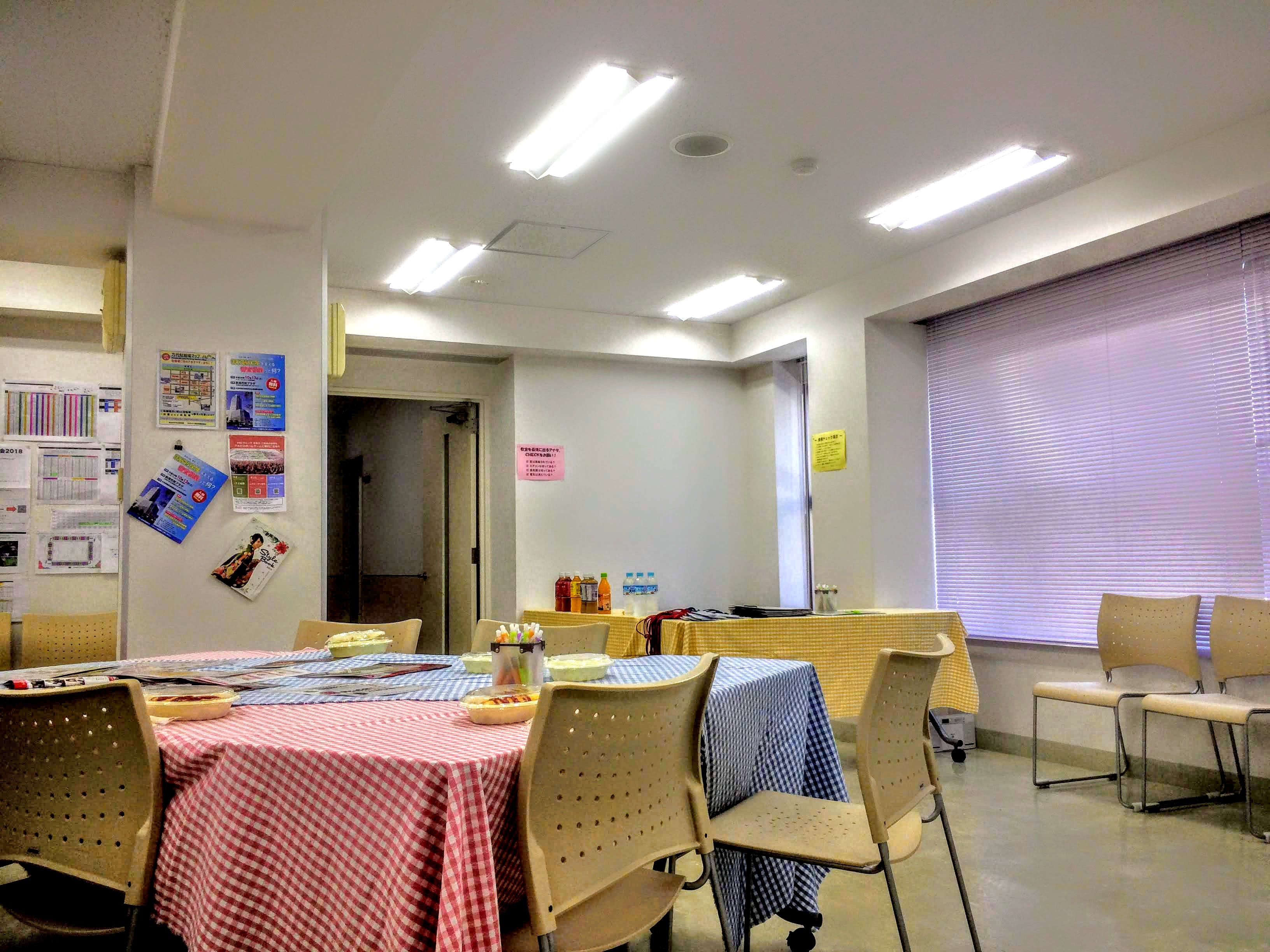
教室

### ロゴ（CI・コーポレートアイディンティティ）

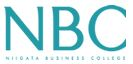
先代

## エピソード
- 椎名へきるをCMに起用していた時期がある。

## 著名な出身者
- 藤田幸成（NSG系列の不動産会社「リビングギャラリー」元社長・1993年度卒[3][14]）